# Capromimus abbreviatus
El Capromimus abbreviatus es una especie de pez zeiforme, la única especie del género Capromimus, encontrado alrededor de Nueva Zelanda, en profundidades de entre 87 a 500 metros. Crece hasta una longitud de 10 centímetros(TL).